# Atletica leggera ai XVIII Giochi del Mediterraneo - Getto del peso maschile
Il concorso del getto del peso maschile ai XVIII Giochi del Mediterraneo si è svolto il 27 giugno 2018 presso l'Estadio de Atletismo de Campclar di Tarragona.

## Calendario
| Data      | Ora   | Turno      |
| --------- | ----- | ---------- |
| 27 giugno | 10:15 | Semifinali |
| 27 giugno | 20:00 | Finale     |

## Risultati

### Semifinali
| Class | Gruppo | Nome                       | Nazione              | #1    | #2    | #3    | Risultato | Note |
| ----- | ------ | -------------------------- | -------------------- | ----- | ----- | ----- | --------- | ---- |
| 1     | A      | Stipe Žunić                | Croazia              | 19.61 | 19.64 | 20.09 | 20.09     | q    |
| 2     | B      | Mesud Pezer                | Bosnia ed Erzegovina | x     | 18.73 | 20.00 | 20.00     | q    |
| 3     | A      | Osman Can Özdeveci         | Turchia              | x     | 19.45 | x     | 19.45     | q    |
| 4     | A      | Hamza Alić                 | Bosnia ed Erzegovina | 19.27 | x     | x     | 19.27     | q    |
| 5     | B      | Carlos Tobalina            | Spagna               | 18.22 | 19.21 | –     | 19.21     | q    |
| 6     | A      | Mohamed Magdi Hamza Khalif | Egitto               | 19.02 | x     | 18.23 | 19.02     | q    |
| 7     | B      | Filip Mihaljević           | Croazia              | 18.14 | 18.72 | x     | 18.72     | q    |
| 8     | B      | Leonardo Fabbri            | Italia               | 17.23 | 18.55 | 18.34 | 18.55     | q    |
| 9     | B      | Mostafa Amr Hassan         | Egitto               | 17.71 | 18.55 | x     | 18.55     | q    |
| 10    | A      | Anastasios Latifllari      | Grecia               | 17.48 | 17.95 | 18.37 | 18.37     | q    |
| 11    | A      | Sebastiano Bianchetti      | Italia               | 17.83 | 17.88 | 18.10 | 18.10     | q    |
| 12    | A      | Francisco Belo             | Portogallo           | 17.72 | 18.00 | 17.84 | 18.00     | q    |
| 13    | A      | Borja Vivas                | Spagna               | 17.83 | 17.98 | x     | 17.98     |      |
| 14    | B      | Blaž Zupančič              | Slovenia             | 17.17 | x     | 17.74 | 17.74     |      |
| 15    | B      | Willy Vicaut               | Francia              | 16.74 | 17.18 | 17.46 | 17.46     |      |
| 16    | B      | Kyriakos Zotos             | Grecia               | 16.62 | 16.92 | 17.16 | 17.16     |      |

### Finale
| Class   | Nome                       | Nazione              | #1    | #2    | #3    | #4    | #5    | #6    | Risultati | Note                                     |
| ------- | -------------------------- | -------------------- | ----- | ----- | ----- | ----- | ----- | ----- | --------- | ---------------------------------------- |
| Oro     | Hamza Alić                 | Bosnia ed Erzegovina | 19.86 | 19.73 | x     | x     | 20.43 | 19.83 | 20.43     | Miglior prestazione personale stagionale |
| Argento | Stipe Žunić                | Croazia              | x     | 19.67 | 20.21 | x     | x     | 20.20 | 20.21     |                                          |
| Bronzo  | Mesud Pezer                | Bosnia ed Erzegovina | 19.70 | x     | 19.61 | x     | 19.46 | 19.82 | 19.82     |                                          |
| 4       | Sebastiano Bianchetti      | Italia               | 18.86 | 19.71 | 18.74 | 19.03 | x     | x     | 19.71     | Miglior prestazione personale stagionale |
| 5       | Osman Can Özdeveci         | Turchia              | 19.12 | 19.47 | 19.44 | 19.58 | 19.27 | 19.56 | 19.58     |                                          |
| 6       | Filip Mihaljević           | Croazia              | 19.16 | x     | 19.56 | x     | x     | x     | 19.56     |                                          |
| 7       | Francisco Belo             | Portogallo           | 18.83 | 19.39 | x     | x     | x     | x     | 19.39     | Miglior prestazione personale stagionale |
| 8       | Carlos Tobalina            | Spagna               | 18.62 | 19.05 | 18.41 | 18.56 | 19.20 | 19.28 | 19.28     |                                          |
| 9       | Anastasios Latifllari      | Grecia               | 18.21 | x     | 18.84 |       |       |       | 18.84     |                                          |
| 10      | Mohamed Magdi Hamza Khalif | Egitto               | x     | 18.58 | x     |       |       |       | 18.58     |                                          |
| 11      | Mostafa Amr Hassan         | Egitto               | 17.64 | 18.35 | 18.25 |       |       |       | 18.35     |                                          |
| 12      | Leonardo Fabbri            | Italia               | x     | x     | 17.72 |       |       |       | 17.72     |                                          |